# Palavras de Mórmon
As Palavras de Mórmon são um dos textos que compõem o Livro de Mórmon. É o único deles que não tem o título de livro e consiste em um único capítulo de dezoito versos. Segundo o texto, trata-se de um comentário inserido pelo profeta Mórmon durante a compilação dos registros que se tornaram o Livro de Mórmon.
Textualmente, as Palavras de Mórmon servem para ligar as Placas Menores de Néfi, que a precedem na versão impressa atual, mas que teriam sido colocadas após o registro completo de Mórmon nas placas de ouro, com o restante do Livro de Mórmon.
Mórmon explica que, ao resumir a história dos nefitas, ele se deparou com as Placas Menores de Néfi e decidiu anexá-las ao final de sua obra concluída. Ele então resume brevemente o reinado do rei Benjamim, o último rei mencionado nas Placas Menores.
Mórmon escreve que o rei Benjamim se opôs aos lamanitas empunhando a própria espada de Labão que havia sido capturada por Néfi depois que ele matou Labão para obter dele as placas de latão que continham a Lei de Moisés. Com seus esforços, sabedoria e a ajuda dos profetas, o rei Benjamim estabeleceu a paz na terra.
As palavras de Mórmon, versículos 12–18, têm continuidade com a primeira parte de Mosias, e alguns estudiosos até sugeriram que originalmente fazia parte de uma parte agora perdida do Livro de Mosias. Outros sugeriram que Joseph Smith foi inspirado a escrever os versículos 12–18 como um resumo/ponte de volta às placas maiores, e que esses versículos não estão contidos nas placas de ouro.